# Dasypeltis abyssina
Dasypeltis abyssina — вид змій роду Яйцева змія (Dasypeltis) родини полозових (Colubridae). Інша назва яйцева змія ефіопська.

## Поширення
Вид є ендеміком Ефіопії.